# Шрихарша
Шрихарша, или Шри-гарша (санскрит. Çrî-harsha; хинди Śrīharṣa; вторая половина XII века), — санскритский поэт и философ-скептик, автор «Приключений Нишадхца» (Найшадхия, санскр. Naishadhîya; или Найшадхачаритам, хинди Naiṣadhacarita), эпической поэмы (кавья), перелагающей легенду о супругах Нале и Дамаянти из «Махабхараты».